# Le Général (film)
Pour les articles homonymes, voir Le Général.
Pour plus de détails, voir Fiche technique et Distribution.
Le Général (The General) est un film irlando-britannique réalisé par John Boorman, sorti en 1998. Il s'agit d'un film biographique sur le criminel irlandais Martin Cahill surnommé « le Général » par la presse.
Le film est présenté en compétition officielle au festival de Cannes 1998, où il obtient le prix de la mise en scène.

## Synopsis
Martin Cahill grandit dans les cités pauvres de Dublin. Il tombe ensuite dans le grand banditisme : avec sa bande, il réalise des casses de haute volée. Martin Cahill se fait alors remarquer par son audace, son humour et son arrogance vis-à-vis de l'autorité. Il prend un malin plaisir à ridiculiser l'Église et les institutions, qui l'ont maltraité quand il était enfant. Ces opérations finissent par attirer l'attention de la Garda (police de la république d'Irlande) mais également de l'Armée républicaine irlandaise (IRA) et de l'Ulster Volunteer Force (UVF).

## Fiche technique
Sauf indication contraire, les informations mentionnées dans cette section peuvent être confirmées par la base de données cinématographiques IMDb,  présente dans la section « Liens externes ».
- Titre francophone : Le Général
- Titre original : The General
- Réalisation : John Boorman
- Scénario : John Boorman, d'après le roman The General de Paul Williams (en)
- Direction artistique : Jim Furlong
- Décors : Derek Wallace
- Costumes : Maeve Paterson
- Photographie : Seamus Deasy
- Montage : Ron Davis
- Musique : Richie Buckley
- Production : John Boorman

Production exécutive : Kieran Corrigan
Coproduction exécutive : Betsy Davis et P. J. Pettiette
- Sociétés de production : Irish Film Board et J & M et Merlin Films
- Sociétés de distribution : Sony Pictures Classics (États-Unis), AMLF (France)
- Budget : 31 millions dollars[1]
- Pays de production :  Royaume-Uni,  Irlande[2]
- Langue originale : anglais
- Format : couleur et noir et blanc — 35 mm — 2,35:1 (Panavision) — son Dolby Digital
- Genre : policier, film biographique, thriller, drame
- Durée : 124 minutes
- Dates de sortie : 
  - France : 19 mai 1998 (festival de Cannes)
  - Royaume-Uni, Irlande : 29 mai 1998
  - France : 25 novembre 1998 (sortie nationale)
- Classification  France : tous publics, Art et essai[3]

## Distribution
- Brendan Gleeson (VF : Vincent Grass) : Martin Cahill
- Adrian Dunbar (VF : Joël Zaffarano) : Noel Curley
- Sean McGinley : Gary
- Maria Doyle Kennedy (VF : Marie Vincent) : Frances
- Angeline Ball : Tina
- Jon Voight (VF : Michel Ruhl) : l'inspecteur Ned Kenny

## Production
Le scénario est inspiré du livre The General de Paul Williams (en), alors journaliste au Sunday World. Le cinéaste John Boorman a lui-même été victime d'un cambriolage de Martin Cahill, qui lui a dérobé une récompense en or reçue pour Délivrance (1972).
Le tournage a lieu en août 1997. Il se déroule à Dublin, dans les montagnes de Wicklow, à Bray et dans la Russborough House à Blessington.

## Musique
La musique du film est compose par le saxophoniste irlandais Richie Buckley. L'album de la bande originale est éditée par Milan Records.
On peut par ailleurs entendre It was once My Life et So Quiet Here, composées et interprétées par le chanteur irlandais Van Morrison. Le générique de fin est Don't Fence Me In écrite par Cole Porter.

## Accueil
Le film reçoit des critiques globalement positives. Sur l'agrégateur américain Rotten Tomatoes, le film reçoit 82% d'opinions favorables pour 49 critiques et une note moyenne de 7,3⁄10. Sur Metacritic, il obtient une moyenne de 81⁄100 pour 21 critiques.
Le film ne rapporte que 1 214 198 $ aux États-Unis. En France, Le Général n'attire que 77 066 spectateurs dans les salles.

## Distinctions
Présenté en compétition officielle au festival de Cannes 1998, le film obtient le prix de la mise en scène. L'Union de la critique de cinéma belge l'a nommé au Grand Prix.